# Антроња (Вербано-Кузио-Осола)
Антроња је насеље у Италији у округу Вербано-Кузио-Осола, региону Пијемонт.
Према процени из 2011. у насељу је живело 226 становника. Насеље се налази на надморској висини од 617 м.